# Українське товариство глухих
Українське товариство глухих (УТОГ) — всеукраїнська громадська організація людей з вадами слуху. Була заснована у 1933 році. Член Всесвітньої федерації глухих (ВФГ). На сьогодні обласні і територіальні організації УТОГ об'єднують понад 50 тисяч громадян України з порушеннями слуху та мови.

## Історія
Товариство було утворене в 1933 році постановою ВУЦВК та Раднаркому УРСР. Базою для офіційного створення організації стали самостійні осередки нечуючих людей, які у 1920-х роках виникли у промислових центрах України — Києві, Харкові, Одесі, Донецьку, Дніпропетровську тощо. З 1957 року УТОГ є членом Всесвітньої федерації глухих (ВФГ) та бере активну участь в її діяльності. З 1967 року для інформаційного забезпечення нечуючих Товариством видається щотижнева газета «Наше життя».
У 1992 році, після прийняття Верховною Радою України Закону «Про об'єднання громадян», УТОГ був легалізований у Міністерстві юстиції України.

## Напрями діяльності
З часу створення структурні підрозділи товариства взяли на себе значну частину функцій державних органів з соціального захисту інвалідів зі слуху.
Основні напрями діяльності товариства:
- Організаційне об'єднання громадян з вадами слуху.
- Захист їх прав та інтересів.
- Забезпечення їх інтеграції у суспільні процеси, надання нечуючим інвалідам всебічної допомоги у професійній, трудовій і соціальній реабілітації.

## Структура товариства
- Центральне правління УТОГ
- 24 обласних та Кримська автономно-республіканська організації
- 131 територіальна організація
- 40 навчально-виробничих та виробничих підприємств
- Навчально-відновлювальний центр УТОГ
- 35 закладів культури в усіх обласних і деяких районних центрах
- Культурний центр УТОГ
- Професійний театр міміки і жесту «Райдуга»
- Щотижнева газета «Наше життя»
- Громадська організація "Об'єднання нечуючих педагогів"
- Оздоровчо-реабілітаційні центри «Берізка» та «Одіссей»

## Виробнича діяльність УТОГ
В структурі УТОГ діє 40 навчальних і виробничих підприємств, які спеціалізуються:
- на розробці та серійному виробництві швейних та трикотажно-галантерейних виробів (20);
- на виготовленні металевих та електронних виробів (11);
- на виготовленні меблів (8);
- на виготовленні іншої продукції (1).

При УТОГ також діє Спеціальне проєктно-конструкторське технологічне бюро.
Підприємства УТОГ створюють 8600 робочих місць, Навчально-виробничі та виробничі підприємства УТОГ на них здійснюється працевлаштування інвалідів зі слуху з урахуванням їх можливостей і виробниче навчання випускників спецшкіл-інтернатів.
Значна частина прибутку підприємств спрямовується на фінансування обласних і районних організацій, будинків культури, інших закладів товариства та на фінансування заходів, що ним проводяться. З 1998 року УТОГ є членом Української спілки промисловців і підприємців, постійно бере участь в національних і регіональних виставках.

## Відзнаки
За вагомий внесок у вирішення проблем реабілітації інвалідів зі слуху УТОГ був нагороджений:
- 1967 року — дипломом ВФГ;
- 1983 року — Почесною грамотою Президії Верховної Ради України;
- 2003 року — Почесною грамотою Кабінету Міністрів України.